# Romain d'Antioche
Pour les articles homonymes, voir Saint Romain.
Saint Romain d'Antioche ou Romain de Césarée est un diacre qui subit le martyre à Antioche le 18 novembre 303.  

## Biographie
Le Martyrologe romain de 2001 donne cette notice à son sujet : « À Antioche de Syrie, mémoire du martyr saint Romain qui était diacre de l’Église de Césarée ; comme lors de la persécution de l’empereur Dioclétien il avait vu que les chrétiens obéissaient aux normes des décrets et se hâtaient vers les idoles, et que d’une voix libre il les avait incités à la résistance, après de cruelles tortures et l’ablation de la langue, étranglé par un lacet dans sa prison, il fut couronné d’un martyre renommé. »
L'auteur latin Prudence lui consacre un poème, qui a été rangé à l'époque moderne dans le Peristephanon. Cette pièce de 1140 vers intitulée Romanus est un des rares exemples de quasi "tragédie" écrite par un auteur chrétien dans l'Antiquité.
Il fait partie des saints martyrs cités dans une épigraphie gravée sur une colonne romaine réutilisée dans la chapelle des Saints Martyrs de  Medina-Sidonia (province de Cadix, Andalousie) en Espagne ; selon l'inscription, des reliques de plusieurs saints, dont Romain d'Antioche, y auraient été déposées.